# Mesophellia parvispora
Mesophellia parvispora är en svampart som först beskrevs av Lloyd, och fick sitt nu gällande namn av Trappe 1993. Mesophellia parvispora ingår i släktet Mesophellia och familjen Mesophelliaceae.   Inga underarter finns listade i Catalogue of Life.